# Emre Akbaba
Emre Akbaba, né le 4 octobre 1992 à Montfermeil (France), est un footballeur international turc. Il joue au poste de milieu offensif à Eyüpspor.

## Carrière

### En club
Né le 4 octobre 1992 à Montfermeil en France, Emre Akbaba arrive en Turquie en 2012 et commence à jouer dans l'équipe de jeunes d'Antalyaspor. En 2012, Emre Akbaba commence sa carrière de footballeur professionnel à Kahramanmaraş BB (en) et retourne à Antalyaspor en 2013. Lors de la saison 2013-2014, Emre Akbaba rejoint Alanyaspor sous la forme d'un prêt de 2 saison . Lors de la saison 2013-2014, il contribue à la promotion de son équipe en deuxième division avec 16 buts et 11 passes décisives.
Il inscrit 14 buts en première division turque lors de la saison 2017-2018.
Le 17 août 2018, Akbaba signe au Galatasaray SK pour 4 millions d'euros. Le surlendemain, il joue son premier match avec le club en remplaçant Sinan Gümüs à la 61e minute lors de la victoire un zéro face à Göztepe. Une semaine plus tard, le 27 août 2018, il inscrit un doublé lors de sa première titularisation avec le club, contre son ancien club d'Alanyaspor, lors de la victoire 6-0. de Galatasaray
Pour son premier match de Ligue des Champions, le 18 septembre 2018 face au Lokomotiv Moscou, il délivre une passe décisive pour l'ouverture du score de Garry Rodrigues à la 9e minute et provoque le penalty qui permet à Selçuk İnan d'inscrire le but du 3-0 dans les arrêts de jeu de la rencontre.
Début octobre 2018, il se fracture le métatarse ce qui l'éloigne des terrains pendant de nombreux mois. Il fait finalement son retour le 10 février 2019 en entrant à la 89e minute (en remplacement de Younès Belhanda, auteur d'un doublé) lors d'une victoire 3-1 face à Trabzonspor.
En mai 2019, il se fracture le tibia pendant la rencontre contre Çaykur Rizespor, il fera son retour en tant que capitaine de l'équipe le 15 janvier 2020 contre Çaykur Rizespor, il inscrit le seul but de son équipe à la 39e minute, score final 1-1.
Le 4 septembre 2021, il est prêté à son ancien club à Alanyaspor.

### En sélection
Le 13 novembre 2017, il joue sa première rencontre avec la Turquie, lors d'un match amical contre l'Albanie à l'Antalya Stadyumu. Le match s'achève sur une victoire albanaise (2-3), avec un but d'Akbaba. Le 10 septembre 2018, alors qu'il commence le match comme remplaçant, Akbaba inscrit un doublé en toute fin de rencontre contre la Suède en Ligue des Nations, qui permet à la Turquie de remporter la partie 3-2, alors qu'elle était menée 2-0.

## Vie personnelle
Emre Akbaba est marié à Yasemin İnce qu'il a épousé à Paris en novembre 2016.

## Statistiques

### Buts internationaux
| 0   | Date              | Lieu                               | Compétition                                         | Résultat | Adversaire | Détail | Détail         | Détail | Sél. |
| --- | ----------------- | ---------------------------------- | --------------------------------------------------- | -------- | ---------- | ------ | -------------- | ------ | ---- |
| 1er | 13 novembre 2017  | Antalya Stadyumu, Antalya, Turquie | Match amical                                        | P 2-3    | Albanie    | 60e    | du pied gauche | 2-3    | 1re  |
| 2e  | 10 septembre 2018 | Friends Arena, Solna, Suède        | Premier tour de la Ligue des nations UEFA 2018-2019 | V 2-3    | Suède      | 88e    | du pied gauche | 2-2    | 6e   |
| 3e  | 10 septembre 2018 | Friends Arena, Solna, Suède        | Premier tour de la Ligue des nations UEFA 2018-2019 | V 2-3    | Suède      | 90+2e  | de la tête     | 2-3    | 6e   |

## Palmarès

### En club
| Galatasaray SK - Coupe de Turquie - Vainqueur en 2019 - Championnat de Turquie - Champion en 2019 - Supercoupe de Turquie - Vainqueur en 2019 (en) |